# Caoayan
Caoayan es un municipio de quinta clase situado en la provincia de Ilocos Sur en Filipinas. Según el censo de 2000, cuenta con una población de 17.199 habitantes.
Es la patria de Elpidio Quirino, sexto presidente de Filipinas

## Barangays
Caoayan está formado políticamente por 17 barangays.
| - Anonang Mayor - Anonang Menor - Baggoc - Callaguip - Caparacadan - Fuerte - Manangat - Naguilian - Nansuagao | - Pandan - Pantay-Quitiquit - Don Dimas Querubin (Pob.) - Puro - Tamurong - Villamar - Don Alejandro Quirolgico (Po - Don Lorenzo Querubin (Pob.) |